# یواس‌اس نیانزا (۱۸۶۳)
یواس‌اس نیانزا (۱۸۶۳) (به انگلیسی: USS Nyanza (1863)) یک کشتی بود که طول آن not known بود. این کشتی در سال ۱۸۶۳ ساخته شد.